# Tsukasa Hōjō
Tsukasa Hojo (北条 司, Hōjō Tsukasa, nascut el 5 de març de 1959, a Kitakyushu, Japó) és un artista manga japonès. Estudià disseny tècnic quan encara era a la Universitat Kyushu Sangyo, on començà a dibuixar manga. Treballa en diverses obres d'un únic número abans de publicar els seus treballs serialitzats: Cat's Eye, City Hunter i Angel Heart.
Hojo declarà que no tenia altra inspiració per eixos treballs excepte arribar a la data d'entrega. Diu que ell va escriure un parell de coses, pensà en un parell de coses, i un dia les idees que acabaren d'arribar-li, del no-res. En realitat, el procés va ser molt més complicar, amb els editors que hi participen, però els fanàtics es beneficien del sentit d'aventura i humor d'Hojo.
Després de l'èxit de Cat's Eye i City Hunter, Hojo treballà en altres sèries manga com Family Compo. El seu treball actual Angel Heart, un spinoff de City Hunter situat en un univers alternatiu. Ha sigut serialitzada en Weekly Comic Bunch des de 2001 i 21 volums s'han publicat fins avui.
Tsukasa Hojo és el mentor de Takehiko Inoue. Inoue treballà com assistent d'Hojo durant la producció de City Hunter. Hojo és també amic des de fa temps del creador Fist of the North Star, Tetsuo Hara. Hojo feu el disseny del personatge de Reina, que va ser introduït en la pel·lícula 2006 Hokuto no Ken: Raō Den - Jun'ai no Shō.

## Kim　Tetsuo

### Mangues
- Angel Heart (Weekly Comic Bunch, 2001 - ¿?)
- Parrot (2000)
- Family Compo (Manga Allman, 1996 – 2000)
- Rash (Weekly Shonen Jump, 1994 - 1995)
- Komorebi No Motode (1994)
- Sakura No Hana Saku Koro (1993)
- Taxi Driver (1990)
- Thenshi No Okurimono (1988)
- Splash (1987)
- Neko Mamma Okawari (1986)
- City Hunter (Weekly Shonen Jump, 1985 - 1991)
- Cat's Eye (1980 - 1985)
- City Hunter-Double Edge (1984)
- City Hunter XYZ (1983)
- Third Deka (1981)
- Ore Wa Otoko Da! (1980)
- Space Angel (1979)

### Llibres d'il·lustracions
- Hojo Tsukasa - 25th Anniversary Illustrations (2005)
- Hojo Tsukasa - 20th Anniversary Illustrations (2000)
- Tsukasa Hojo - Special Illustrations (1991)